# 베사라비아 관구 대교구

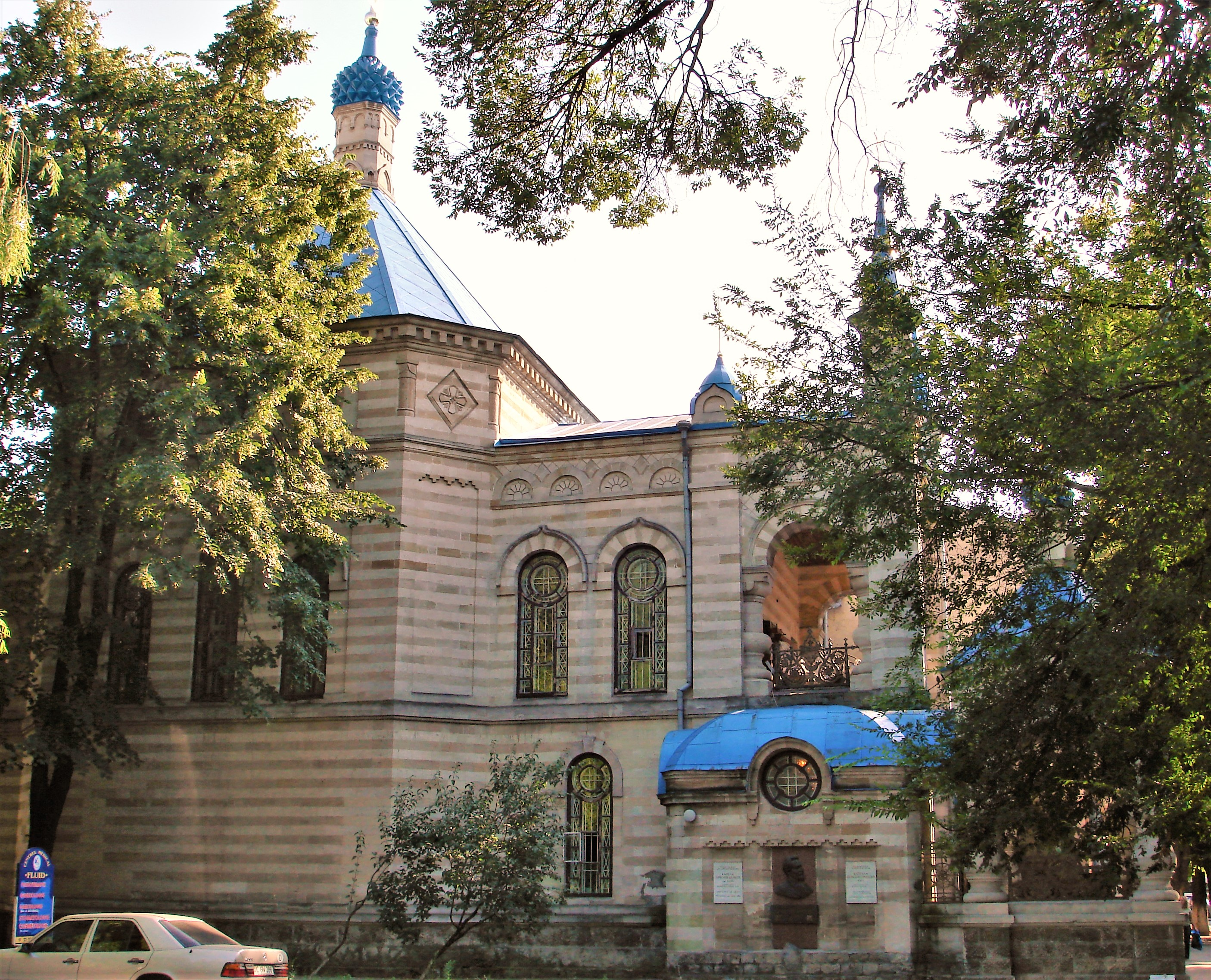

베사라비아 관구 대교구 (Mitropolia Basarabiei)는 몰도바에 소재하는 기독교 교단으로 루마니아 정교회의 자치 교회이다. 관할구역은 몰도바 공화국의 영토로 몰도바인과 루마니아 교포를 대상으로 사목하고있다. 베사라비아 정교회라고도 한다.
베사라비아 관구 대교구는 1918년 키시너우 교구로 설립되었고, 1927년 수도 대교구가 되었다. 소련이 베사라비아 지역을 점령하고 몰도바 소비에트 사회주의 공화국(1944-1991)이 통치를 할 때는 공산주의의 영향으로 교회 활동이 위축되었다. 1992년 9월 14일 베사라비아의 수도 대교구가 지위를 회복하였고 1995년 관구 대교구로 승격되었다. 현재의 베사라비아 관구 대주교는 페트루(Petru)이다.

## 같이 보기
- 동방 정교회
- 루마니아 정교회